# Yahya al-Muzáffar
Giàḥyà ibn a il-Munḏandare a il-Il tuoğībī al-Muẓaffar in arabo يحي بن المنذر التجيبي المظفر‎? (... – 1036) è stato Re della taifa di Saragozza dal 1021/1023 al 1036.

## Biografia
Anche se inizialmente era un ḥağib, lo stesso titolo usato da Almanzor con il significato letterale di ciambellano, intendente o maggiordomo, del califfo Hammudidi di Cordova al-Qasim, che allora era detenuto da suo nipote Yahya a il-Muhtal, era abituale dei re delle taifa rifugiarsi nell'autorità fittizia di un califfo e agire come un re indipendente. Così coniò moneta propria, adottando successivamente il titolo di al-Muzáffar e condusse il suo regno in forma simile a quello che facevano i re cristiani confinanti.
Continuò la politica di suo padre, al-Mundhir I, di consolidamento del regno di Saragozza e di protezione delle arti e delle lettere. Mantenne buone relazioni con la poderosa taifa di Toledo, e a questo fine sposò la sorella di Ismail a il-Zafir, dalla quale ebbe il suo erede Múndir II. Seppe anche garantirsi la fedeltà di Sulaymán ibn Hud, che a quel tempo era cadí o governante dei distretti di Tudela e Lleida, e che nel 1039 sarebbe diventato il primo re della dinastia hudí della taifa di Saragozza.
Yahya dovette combattere contro Sancho il Maggiore, re di Pamplona, e contro i suoi figli García di Pamplona e Ramiro I di Aragona. Intraprese anche campagne o "razias" nell'Ebro superiore, come quella che portò ad assaltare Nájera ottenendo prigionieri e un considerevole bottino.

## La riforma della moschea aljama di Saragozza del 1023
L'antica moschea di metà dell'IX secolo aveva, dopo la riforma di Musa ibn Musa, una dimensione di 56 x 44 metri, con una superficie di circa 2500 m². Nel 1023, per mandato del padre di Yahya, al-Mundhir I, iniziò l'ampliamento della moschea aljama fino a farle raggiungere le dimensioni di 86 x 54 metri mediante l'allargamento verso est per quasi il doppio della lunghezza iniziale, quella che divenne una delle maggiori moschee di al-Ándalus con una superficie di quasi 5000 m².
Per fare questo, dovette far spostare un blocco di alabastro o marmo bianco che costituiva il miḥrāb, scavando le fondamenta, spostandolo su rulli, operazione complicata che causò crepe nel blocco.
Fece anche erigere un grande minareto che, trasformato in torre-campanaria mudéjar, rimase fino al XVII secolo, quando fu demolito e sostituito dall'odierna torre barocca. Durante i restauri, terminati nel 1999, sono state scoperte numerose tracce, come la pianta dell'antico edificio e l'impronta del minareto nelle pareti esterne, cosa che ha permesso di ricostruire il suo aspetto originale.